# Романсадо
Романсадо (ісп. Romanzado) — муніципалітет в Іспанії, у складі автономної спільноти Наварра. Населення — 153 особи (2009).
Муніципалітет розташований на відстані близько 310 км на північний схід від Мадрида, 22 км на південний схід від Памплони.
На території муніципалітету розташовані такі населені пункти: (дані про населення за 2009 рік)
- Аданса: 0 осіб
- Арбоньєс: 41 особа
- Бігуесаль: 56 осіб
- Доменьйо: 24 особи
- Ісо: 0 осіб
- Напаль: 3 особи
- Оррадре: 2 особи
- Усун: 14 осіб
- Берроя: 6 осіб
- Мурільйо-Берроя: 7 осіб

## Демографія
Динаміка населення (INE ):

## Галерея зображень

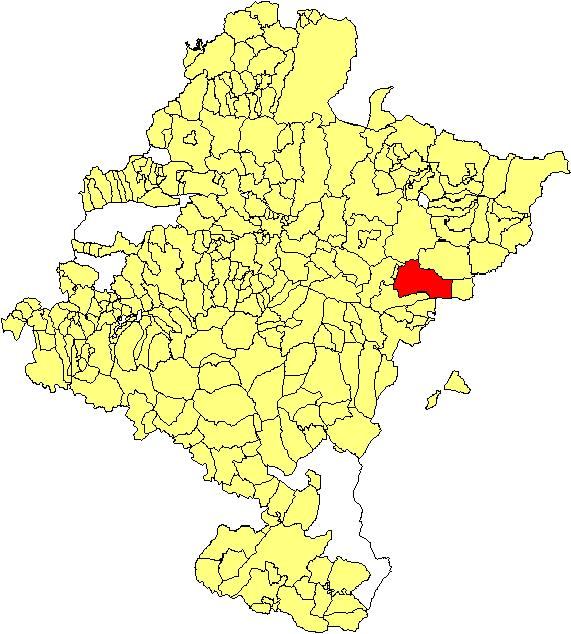
Розташування муніципалітету
Романсадо